# Saint-Cyr-Montmalin
Saint-Cyr-Montmalin is een gemeente in het Franse departement Jura (regio Bourgogne-Franche-Comté) en telt 172 inwoners (1999). De plaats maakt deel uit van het arrondissement Lons-le-Saunier.

## Geografie
De oppervlakte van Saint-Cyr-Montmalin bedraagt 10,3 km², de bevolkingsdichtheid is 16,7 inwoners per km².

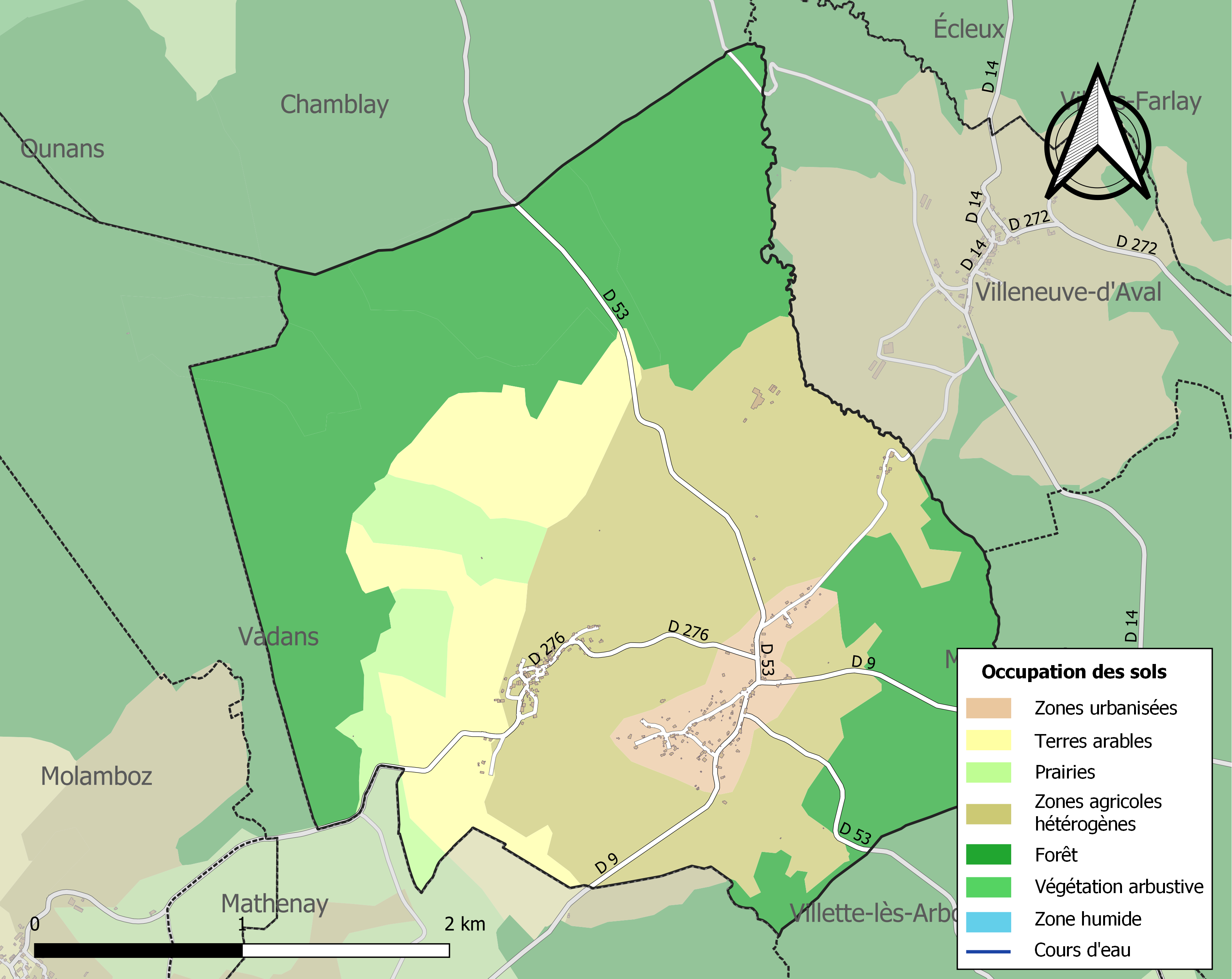
Kaart van de gemeente met de belangrijkste infrastructuur, bodemgebruik en omliggende gemeenten

## Demografie
Onderstaande figuur toont het verloop van het inwonertal (bron: INSEE-tellingen).